# Triangle (héraldique)
En héraldique, le triangle  est un meuble ayant la forme d'un triangle équilatéral, dont la position par défaut est un sommet dirigé vers le chef. Le triangle peut également être évidé, il est alors constitué d'une fine bande qui permet de voir la couche inférieure (se blasonne parfois delta).
Le « trianglé » est un pavage en triangle en couleurs alternées. Ce pavage se blasonne plutôt fascé-denché ou endenté.

## Exemples

Les armoiries d'Irchenrieth (chef trianglé de une tire).
Blason des armoiries d'Ehrwaldau (trianglé d'argent et de sinople).
Deux triangles versés dans le blason de Gülzow (Schleswig-Holstein).
Les armoiries de Fürstenzell (Bavière) (chevron trianglé).
Les armoiries de Loffenau (Bade-Wurtemberg) avec un triangle évidé.